# 캅카스산맥
캅카스산맥(문화어: 깝까즈 산맥, 러시아어: Кавка́зские го́ры) 또는 코카서스산맥(영어: Caucasus Mountains)은 캅카스 지방의 흑해와 카스피해 사이에 있는 산맥으로 아시아와 유럽의 경계를 이룬다. 최고봉은 해발고도 5,642m의 엘브루스산이다.
캅카스산맥은 크게 다음 두 산맥으로 이루어져 있다.
- 북측의 대캅카스산맥(볼쇼이 캅카스)
- 남측의 소캅카스산맥(말리 캅카스)

대캅카스산맥은 러시아 소치 부근에서 아제르바이잔 바쿠에 이르기까지 북서쪽에서 남동쪽으로 길게 이어지며, 소캅카스산맥은 대캅카스보다 약 100km 남쪽에서 대략 평행하게 이어진다. 양측의 산줄기는 중간쯤에서 리히산맥을 통해 연결되어 있으며, 리히산맥을 기준으로 서쪽에는 콜키스평야, 동쪽에는 쿠르-아라즈 분지가 있다. 소캅카스산맥은 아라스강을 기준으로 탈리쉬산맥과 구분되며, 아르메니아고원과 함께 자캅카스 지방의 핵심부를 이룬다.

## 지질
캅카스산맥은 알프스-히말라야 조산대의 일부에 해당하며, 흔히 유럽과 아시아를 구분짓는 경계로 여겨지고 있다. 캅카스산맥은 대체로 지각판들의 운동과 충돌의 영향으로 형성되었다. 아라비아판이 유라시아판에 대해 북쪽으로 이동하다가 이란판과 충돌하였고, 이에 대해 시계방향으로 이동하던 유라시아판과 함께 여기에 압력을 가하면서 대캅카스산맥이라는 습곡산지가 형성한 것으로 추정된다. 한편 소캅카스산맥은 주로 화산활동에 의해 형성되었을 것이다. 이러한 영향으로 캅카스 지방에는 강한 지진이 발생하곤 한다.

## 인문 환경
캅카스산맥의 주변 지역을 캅카스라고 한다. 캅카스의 언어·민족구성은 다양성이 매우 높으며, 크게 캅카스의 토착민족(조지아인, 압하스인, 아디게인, 체첸인, 인구시인, 레즈긴인, 아바르인, 라크인, 체르케스인, 카바르딘인 등), 인도유럽계 민족(아르메니아인, 러시아인, 오세트인, 쿠르드족 등), 튀르크계 민족(아제르바이잔인, 카라차이인, 발카르인, 쿠미크인, 노가이인)으로 나눌 수 있다.
19세기 러시아 제국의 정복 이후 러시아의 지배 하에 있었으며 20세기 동안 소련의 일부였다. 오늘날에 북캅카스는 러시아의 일부로 남아 있으며, 남캅카스에는 조지아, 아제르바이잔, 아르메니아가 독립국으로 존재하는 한편 일부 지역은 이란, 터키의 영토로 있다.

## 같이 보기
- 자그로스산맥

| 가잔 열도갠지스강고다바리강고비 사막나일강류큐 열도남중국해노르웨이해뉴기니섬네푸드 사막다싱안링산맥다뉴브강동시베리아해동중국해동해둥베이 · 평원랍테프해룹알할리 사막레나강마다가스카르섬마리아나 제도마르마라해말레이반도메콩강몰디브 제도몽골고원바렌츠해바이칼호바탄 제도발리섬발트해발하시호백해베링해벵골만보르네오섬북극해북해볼가강북드비나강브라마푸트라강사할린섬샤오싱안링산맥세이셸 군도소코트라섬수마트라섬술라웨시섬스리랑카섬스칸디나비아반도스타노보이산맥스프래틀리 군도시나이반도새머리싱가포르섬아나톨리아아덴만아라비아반도아라비아해아라푸라해아랄해아무르강아조프해아프리카의 뿔안다만 제도알타이산맥알류샨 열도에게해예니세이강오가사와라 제도오만만오비강오스트레일리아오호츠크해우랄강우랄산맥유프라테스강이란고원인더스강인도 아대륙인디기르카강인도양 (북부)인도차이나반도일본 열도자와섬주강장강치롄산맥카라해카라코람카스피해캄차카반도캅카스산맥캐롤라인 · 제도콜리마강쿠릴 열도쿤룬산맥크리스마스섬타이만대만타클라마칸 사막북태평양톈산산맥통킹만티그리스강티모르섬티베트고원파라셀 제도파미르페르시아만페초라강프라타스섬필리핀 제도필리핀해하이난한반도항가이산맥호르무즈홋카이도홍해화베이 · 평원황하황해흑해히말라야산맥힌두스탄 · 평원힌두쿠시class=notpageimage\| 유라시아에서의 캅카스산맥의 위치 |